# アミラ・カサール
アミラ・カサール（Amira Casar, 1971年5月1日 - ）は、イングランド・ロンドン出身の女優。
10代の頃よりフランスに移転。以来、同国を拠点に女優として活動している。

## 略歴
クルド人の父親とロシア人の母親を持ち、イギリスやアイルランドで育つ。14歳のときに写真家のヘルムート・ニュートンに見出され、シャネルやジャンポール・ゴルチェのモデルとして活躍しながら、パリのフランス国立高等演劇学校にて演劇を学ぶ。
1997年の『原色パリ図鑑』でセザール賞にノミネート。以後、フランス映画界で活躍している。

## 主な出演作品
- 原色パリ図鑑 Le Vérité si je mens (1997)
- アデュー、ぼくたちの入江 Marie Baie des Anges (1997)
- アラビアン・ナイト Arabian Nights (2000)
- シルヴィア Sylvia (2003)、アーシャ・ウィーヴィル役
- 100歳の少年と12通の手紙 Oscar et la Dame rose (2009)
- SAINT LAURENT/サンローラン Saint Laurent (2014)
- 僕とカミンスキーの旅 Ich und Kaminski (2015)
- プラネタリウム Planetarium (2016)
- 君の名前で僕を呼んで Call Me By Your Name (2017)
- 永遠の門 ゴッホの見た未来 At Eternity's Gate (2018)
- レッド・スネイク Sœurs d'armes (2019)[1]
- 不実な女と官能詩人 Curiosa (2019)
- ザ・コントラクター The Contractor (2022)[2]
- 正義の異邦人：ミープとアンネの日記 A Small Light (2023)[3]